# الاشارات و التنبیهات

صفحه‌ای از نسخهٔ خطی الاشارات و التنبیهات

الإشارات و التنبیهات از مشهورترین کتاب‌های شیخ الرئیس، ابوعلی‌ سینا است که آن را در دو بخش منطق و فلسفه، به زبان عربی به رشته تحریر درآورده است. این کتاب را شاید بتوان یکی از مهم‌ترین آثار علوم عقلی دانشمندان جهان نیز به حساب آورد که در طول چندین قرن همواره مورد توجه علما و محققان علوم اسلامی بوده است.

## وجه تسمیه
در وجه تسمیهٔ این کتاب، به اشارات و تنبیهات باید گفت در هر موضوعی که بوعلی مطرح می‌کند، چه در بخش منطق و چه در فلسفه، توضیحش و تکمیلش را تحت‌عنوان «اشاره و تنبیه» می‌آورد که نام کتاب، ناظر به همین اشاره‌ها و تنبیه‌هاست.

## ساختار کتاب
کتاب، دارای دو جزء است: جزء اول، در منطق و مشتمل بر ده نهج و جزء دوم، در فلسفه و حاوی ده نمط است. مطالب هر نهج و نمط، در ذیل عناوین اشاره و تنبیه مطرح شده است.

## گزارش محتوا

### مقدمه
ابن سینا، در سرآغاز کتاب، مقدمه‌ای کوتاه دارد که با وجود کوتاهی، از گویایی باظرافتی برخوردار است. وی، اهمیت و پرمغزبودن کتاب حاضر را گوشزد کرده، سپس وارد متن کتاب که ابتدای آن با منطق است، شده و این بخش را به ده نهج تقسیم کرده است که در هر یک از این نهج‌ها، مطلبی را توضیح می‌دهد.

### جزء اول منطق

#### نهج اول
موضوع نهج اول، غرض منطق است که در واقع تعریف منطق، همراه با توضیح آن است. بعد از آن، اشارات این بخش شروع می‌شود که توضیحاتی است در مورد الفاظ تعریف و دلالت لفظ بر معنا و تقسیم لفظ به مفرد و مرکب و همین‌طور به جزئی و کلی و به ذاتی و عرض لازم و مفارق و...

#### نهج دوم
نهج دوم بخش منطق، در الفاظ خمسه مفرده و حد و رسم است. اولین اشاره این نهج، در مورد نوع و جنس است. وی، در این‌جا فرق میان نوع و جنس و طریق تشخیص آن‌ها از همدیگر را یادآوری کرده و در ادامه به ترتیب آن‌ها می‌پردازد. اشارهٔ سوم این نهج، در مورد فصل است که در آن فصل مقوم را از فصل مقسم باز می‌شناساند. او می‌گوید: هر فصلی در قیاس با نوع، مقوم بوده و در قیاس با جنس آن نوع مقسم خواهد بود. تنبیهی که بوعلی در این‌جا طرح می‌کند این است که این الفاظ پنج‌گانه؛ یعنی جنس، نوع، فصل، خاصه و عرض عام، همگی در حمل بر جزئیات واقعه در تحتشان، مشترک با اسم و حد می‌باشند؛ اما رسم اینها در اشاره، یکی پس از دیگری مشخص گردیده است. ابن سینا، حد را قولی که دلالت بر ماهیت شی ء دارد می‌داند و می‌گوید: «شکی نیست که حد، مشتمل بر مقوماتی است که مرکب از جنس و فصل می‌باشد. وی، غرض از حد را صرف تمییز، نمی‌داند و بعد از رفع توهمی در مورد حد، اقدام به تبیین رسم می‌نماید. وی، اشاره‌ای دارد به اینکه بعضی از خطاها هستند که در تعریف اشیاء با حد و رسم عارض می‌گردند که اگر آن‌ها را بشناسی ضمن آنکه به تنهایی سودمند است، در امثال آن‌ها هر اشکالی که باشد نیز معلوم خواهد بود.»

#### نهج سوم
در نهج سوم منطق، سخن از ترکیب خبری است. بوعلی، ابتدا، اصناف قضایا را بیان می‌کند و می‌گوید: «منظور از ترکیب خبری، جمله‌ای است که در آن احتمال صدق و کذب باشد، بر خلاف جمله‌های استفهام، التماس، تمنی، ترجی، و تعجب و… که در آن‌ها صدق و کذب نبوده، مگر بالعرض.» ابن سینا، اصناف ترکیب خبر را در سه قسم می‌داند که عبارتند از: حملی، شرطی منفصل و شرطی متصل، بعد جایگاه ایجاب و سلب را در این ترکیبات مشخص می‌نماید که مثلاً ایجاب حملی کدام است، سلب حملی کدام است، ایجاب متصل کدام است یا ایجاب منفصل به چه صورتی است. اشارهٔ دیگر نهج سوم، در مورد قضایای مخصوصه، مهمله و محصوره است. مؤلف، می‌گوید: «اگر قضیه حملیه و موضوعش، شیء جزئی باشد، قضیهٔ مخصوصه خواهد بود، چه سالبه باشد و چه موجبه و اگر موضوعش، کلی باشد، بدون آنکه کمیت این حکم معلوم شود (کلیه یا جزئیه بودنش) قضیه مهمله خواهد بود، نهایتاً اگر موضوع قضیه حملیه، کلی باشد و قدر حکم و کمیت موضوع مبین باشد، قضیه محصوره خواهد بود؛ اما چگونگی حصول اهمال و حصر در جملات شرطیه، موضوع اشاره دیگری است که در این نهج بدان پرداخته شده است.» بخشی که در ادامه، مطرح است، ترکیب شرطیات از جملات است. بوعلی، می‌گوید: «شرطیات، ابتدا به بسائط منحل نمی‌شوند، بلکه اول به حملیات، بعد به بسائط منحل می‌گردند. جمله معدوله و فرق آن با سلبیه نیز موضوع دیگر اشاره این قسمت است. شیخ‌الرئیس، در مورد قضایای شرطیه به‌طور مبسوطی به تألیف آن‌ها و احکام جملات شرطیه متصله و منفصله پرداخته است کمااینکه در مورد قضایای حملیه نیز توضیحاتی داده. اشاره‌ای نیز به شروط قضایا دارد و می‌گوید: «در حمل و اتصال و انفصال، باید حالاضافه، وقت، مکان و شرط مراعات گردد، چنان‌که لازم است حال جزء و کل و حال قوه و فعل مراعات شود.»

#### نهج چهارم
چهارمین نهج منطق اشارات، در مواد قضایا و جهاتشان است. اولین اشارهٔ این نهج، در مواد قضایا است. مادهٔ واجبه، مادهٔ ممکنه و مادهٔ ممتنعه، مواد قضایا هستند. اشارهٔ دیگر، به جهات قضایا و فرق بین مطلقه و ضروریه است. ابن سینا، اقسام ضروریه را مطلقه و معلقه و اقسام مشروطه را شرط دوام وجود ذات و دوام موضوع موصوف و شرط محمول می‌داند. امکان نیز از نظر مؤلف، به امکان خاص و عام، امکان اخص و امکان استقبال تقسیم می‌شود. این توضیحات و تقسمیات در مورد قضایا و جهات که چند گونه دیگر نیز دارد، دنبالهٔ اشارات نهج چهارم را در بر می‌گیرد.

#### نهج پنجم
نهج پنجم، در تناقض قضایا و عکس قضایاست. شیخ الرئیس، تناقض را به اختلاف در قضیه از لحاظ ایجاب و سلب به جهتی که اقتضای ذاتش را دارد که یکی صادقه و دیگری کاذبه باشد، به‌طوری‌که صدق و کذب از آن‌ها خارج نشود، معنا می‌کند. وی، سپس، مفهوم تقابل را در سلب و ایجاب بیان می‌کند و مراعات تقابل را به‌طوری‌که هر چه در یکی از آن دو قضیه مراعات شد، در دیگری نیز مراعات گردد، از شرایط تقابل می‌داند. اشاره دیگر، به تناقض واقع در بین مطلقات است. در این‌جا بوعلی، قول مشهور را که قائل است برای مطلقه، نقیضی از مطلقات وجود دارد، وارد می‌کند و علت را بیان کرده، نقیض مطلقه عامه را تبیین می‌نماید. از جمله مطالبی که در این اشاره بدان پرداخته می‌گردد، نقیض وجودیه و نقیض مطلقه است. اشارهٔ سوم این نهج، در تناقض سایر ذات‌الجهت‌ها می‌باشد که نقیض دائمه، نقیض ضروریه، نقیض ممکنه عامه و نقیض ممکنه خاصه در آن، مورد بحث واقع گردیده است. عکس مطلقات نیز که عبارتند از: عکس سالبه کلیه و عکس موجبه کلیه، در اشاره بعدی بررسی شده‌اند. اشاره آخری نهج پنجم، در عکس ضروریات و عکس ممکنات است که در اولی، عکس سالبه کلیه، عکس موجبه کلیه و عکس جزئیه و در دومی، سالبه ممکنه و موجبه ممکنه، محل بحث می‌باشند.

#### نهج ششم
نهج ششم، در مبادی یا مواد قضیه می‌باشد. در این نهج، نخست، قضایای مورد استعمال بین قائسین برشمرده می‌شوند که چهار طایفه مسلمات، مظنونات، مشبهات و مخیلات را تشکیل می‌دهند که خود مسلمات یا معتقداتند یا ماخوذات و خود معتقدات به سه طایفه واجب القبول، مشهورات و وهمیات تقسیم می‌گردند. در این میان، واجب القبول‌ها نیز عبارتند از: حدسیات، متواترات و… شیخ الرئیس، در ادامه، به تعریف هر کدام از اینها پرداخته و میزان مقبولیت و جایگاه هر یک را تبیین می‌نماید. از نگاه بو علی و با تقسیمی که او به آن معتقد است، مشهورات، یا از واجبات هستند یا از تادیبات صلاحیه که مطابق شرایع الهیه می‌باشد یا خلقیات هستند یا انفعالیات یا استقرائیات؛ همین‌طور ماخوذات که به مقبولات و تقریریات، تقسیم می‌گردند و خود تقریریات بسته به انکار یا مسامحه، به مصادرات و اصول موضوعه منقسم می‌شوند و نهایتاً مشبهات نیز به دو صورت مشبهات لفظیه و مشبهات مصنوعیه می‌باشند.

#### نهج هفتم
در نهج هفتم، سخن از ترکیب دوم برای حجج می‌باشد. ابتدا اشاره‌ای به قیاس، استقراء و تمثیل دارد. بو علی، هر یک را تعریف می‌کند و توضیح مختصری از آن‌ها ارائه می‌دهد، بعد به قول خود اشاره خاصی به قیاس و قیاس اقترانی دارد، سپس اصناف اقترانات حملیه را که اشکال اربعه می‌باشند با چگونگی منتج و غیر منتج بودنشان، مورد بررسی قرار می‌دهد.

#### نهج هشتم
در نهج هشتم، بحث از قیاسات شرطیه و در توابع قیاس است. اول، اقترانات شرطیات (که به نظر بو علی قریب به طبع نیستند و استیفای کامل آن‌ها را در کتاب شفا و غیر آن داشته است) تقسیم‌بندی می‌شوند که مؤلف از متصلات، مؤلف از حملیه و منفصله، مؤلف از متصله و حملیه و مؤلف از متصلین حاصل آن می‌باشد. از دیگر مسائلی که در این قسمت آورده شده است، قیاس مساوات، قیاسات شرطیه استثنائیه و قیاس خلف می‌باشد.

#### نهج نهم
ابن سینا، می‌گوید: در نهج نهم، بیان کوتاهی راجع به علوم برهانیه وجود دارد؛ در ابتدا، در این نهج، ترکیب قیاسات برهانیه از مقدمات واجب القبول که اگر ضروری باشند، ضروری نتیجه می‌دهند و اگر ممکنه باشند، ممکنه نتیجه می‌دهند، بیان شده است و در ادامه به ترکیب قیاسات جدلیه، خطابیه، شعریه و سوفسطائیه نیز پرداخته شده است. مقدمات علوم و موضوعاتشان مورد اشاره دیگری در این نهج است. از دید بو علی سینا، هر علمی دارای مبادیی است و مسائلی که مبادی، همان حدود و مقدماتی هستند که قیاس را تشکیل می‌دهند و حدود نیز مثل حدودی هستند که بر موضوع صناعت وارد می‌شوند. براهین و تناسب علوم که در آن جایگاه علمی نسبت به علم دیگر، تبیین گردیده است و همین‌طور تعریف برهان ان و برهان لم، موضوع دیگر اشارات این نهج می‌باشد.

#### نهج دهم
دهمین نهج، در قیاسات مغالطیه است که در آن، اسباب غلط و اصناف مغالطات از نظر مؤلف مشخص گردیده است.

### جزء دوم فلسفه
جزء دوم اشارات که بخش فلسفه آن می‌باشد، علم الطبیعه و ما قبله نام گرفته است.

#### نمط اول
اولین نمط از نمط‌های ده‌گانه این بخش، در تجوهر اجسام است. بو علی، در این‌جا در قالب وهم و تنبیه‌هایی، ترکیب اجسام را مشخص می‌کند. وی با خارج کردن ترکیبات غیرواقعی و بی‌اساس برای اجسام، ترکیب آن‌ها از هیولی و صورت را به عنوان یکی از ترکیبات مورد بررسی قرار داده و هم چنین در مورد نوع، جنس و فصل اشیاء مطالبی کوتاه بیان کرده. اشاراتی نیز به حالات مختلف آن‌ها دارد، مثل مفارقت صورت جوهریه از ماده و عدم امکان قوام شی‌ء به شی‌ء دیگر، به‌طوری‌که هر یک از آن‌ها به لحاظ وجود، متقدم بر دیگری و بر نفس خود باشد. مؤلف، اشاراتی هم به حرکت و جهت دارد که پایان بخش نمط اول است.

#### نمط دوم
نمط دوم، در جهات و اجسام آن‌ها می‌باشد. اشارات این نمط به این ترتیب است: نخست، اشاره‌ای به جهات اربعه که مردم بدان توجه دارند؛ یعنی فوق و تحت و یمین و یسار، سپس تعیین جهت اجسام و تحدیدشان به لحاظ طبیعت، بعد اشاره‌ای به‌شان مفارقت اجسام از موضع طبیعی خودشان و اشاره‌ای به وحدت طبیعت جسم بسیط، اشاره دیگری به اینکه جسم لو خلی و طبعه، در صورتی که تأثیر غریبی از خارج برایش عارض نگردد، موضع و شکل معین خواهد داشت. در ادامه تنبیهی به میل حرکت داشتن اجسام برای تحرک و اشاره‌ای نیز به اجسامی که میل ندارند برای حرکت، و اشاره‌ای به اجسام قابل کون و فساد اینکه چنین اجسامی دارای مکان بوده، به خاطر استحقاقی که اجسام به مکان دارند، بیان شده است. آخرین اشاره این نمط، دربارهٔ اجسامی است که میل استداره دارند و به صورت دایره‌ای حرکت می‌کنند. مؤلف، عدم قابلیت چنین اجسامی را برای حرکت مستقیم یادآوری نموده، تنبیهاتی را در ذیل آن می‌آورد؛ برای نمونه در یکی از تنبیهات، جسمی را که طبیعت آن حرارت است، آتش و جسمی را که طبیعت آن برودت است، آب و جسمی را که طبیعتش میعان است، هوا و آن را که طبیعتش جمود است، زمین می‌داند… راه به وجود آمدن معدنیات، نباتات و حیوانات با اجناس و انواعشان از این عناصر، موضوع تنبیه دیگری بوده که در ادمه اش در ضمن نکته‌ای، علت نورانی بودن آتش را توضیح داده است.

#### نمط سوم
نمط سوم اشارات، دربارهٔ نفس آسمانی و زمینی است. بو علی، در این نمط، ابتدا، در ضمن تنبیهی خواننده را با نفس خویش آشنا می‌سازد و همین‌طور تبیین می‌کند که ذات چیست و چه خصوصیاتی دارد. اما اشارات این نمط، با اشاره‌ای به حرکت حیوان و مبدأ آن آغاز می‌شود و با جوهر فرد و اینکه جوهر فرد همان خود آن فرد است که دارای فروع و قوایی در اعضا می‌باشد ادامه می‌یابد. ابن سینا، ادراک را حقیقت متمثله‌ای در نزد مدرک می‌داند و در ضمن تنبیهی، حالت اشیاء را در وجود انسان، به صورت‌های محسوس، متخیل و معقول برمی‌شمارد و چگونگی آن‌ها را در نزد نفس تبیین می‌نماید. به مناسبت، قوای نفس انسانی را که عبارتند از: عقل عملی و عقل نظری، همراه با تعریف و توضیحات بیان می‌کند. در ادامه، در تنبیهی دیگر، فرق فکر و حدس را توضیح داده و در اشاره‌هایی قوه قدسیه و امکان وجودش را مشخص می‌کند. عقل هیولانی، عقل بالملکه و عقل بالفعل موضوع اشاره دیگری است که در ادامه اش چگونگی تعقل اشیاء را بیان کرده و نسبت به توهماتی در این زمینه متنبه می‌سازد. نمط سوم، دارای تکمله‌ای است که در آن به ذکر حرکات نفس پرداخته است. بو علی، به مخاطب خود می‌گوید: شاید میل داشته باشی کلامی در قوای نفسانیه بشنوی که اعمال و حرکات از آن صادر می‌گردند. بعد اشاره‌ای می‌کند به قوای غاذیه منمیه و مولده للمثل که هر کدام از آن‌ها با توضیحات کوتاهی همراه است. وی، در ادامه، حرکات اختیاریه را که به لحاظ نفسانی بودن، شدت بیشتری نسبت به قوای سابقه دارند که عبارتند از: قوه غضبیه و شهویه توضیح می‌دهد، بعد در قالب مقدمه‌ای، اراده حسنیه و اراده عقلیه را تبیین می‌کند، بعد تأثیر آن‌ها را در حرکت اجسام مشخص می‌نماید. انبعاث قوا از اجسام، نیز بخشی است که ابن سینا در ادامه، مطرح کرده است.

#### نمط چهارم
موضوع نمط چهارم، وجود و علل آن است. در این نمط، به توهمی که مردم دارند و موجود را محسوس می‌پندارند، اشاره کرده، بعد به این مطلب متنبه می‌سازد که جسم، ممکن است محسوس باشد و ممکن هست محسوس نباشد؛ اگر محسوس باشد، مطمئناً دارای وضع، این، مقدار معین و کیف معین خواهد بود. معلولیت اشیاء، موضوع تنبیه دیگری در نمط چهارم است. وجود غیری ممکنات تا رسیدن به واجب که در ادامه اش متناهی یا غیر متناهی بودن سلسله علل موجودات، مطرح گردیده است، از دیگر مطالب این نمط می‌باشد. تعیین وجود واجبی و عدم وجوب غیرش که از آن وحدت وجود واجبی به حسب تعیین ذاتش، نتیجه می‌گردد و اینکه واجب، به کثرت گفته نمی‌شود، اشاره دیگر این نمط است. در همین راستا به عدم انقسام واجب الوجود در معنی و در کم اشاره کرده و می‌گوید: اگر وجود، به جسم محسوسی متعلق باشد، واجب به همان خواهد بود؛ نه واجب به ذاتش، زیرا اجسام محسوس و آنهایی که متعلق به محسوس می‌باشند، همه معلول هستند. الموجود لا فی الموضوع که دربارهٔ واجب الوجود گفته می‌شود، توسط بو علی در این قسمت تبیین گردیده است و در تنبیهی ضد و ند نداشتن واجب و جنس و فصل و حد نداشتن وی معین شده که منتهی به برهان صدیقین و بیان آن در ضمن دو آیه از قرآن کریم می‌گردد.

#### نمط پنجم
نمط پنجم، در صنع و ابداع است. نخست، توهمی که مردم در انتساب مفعول به فاعل دارند، برطرف گردیده، بعد تفاوت فعل و ایجاد و صنع مشخص شده است. در ادامه، مسائلی همچون تجدد و اینکه تجدد بدون تغیر حاصل نمی‌شود و… بعد در تنبیهی، بعدیت و اقسام آن، مشخص گردیده است. شیخ الرئیس، در تنبیه دیگری تعلق وجود معلول به علت را بیان کرده است. وی، در ادمه، نیاز به مرجح داشتن موجود شدن هر ممکنی را توضیح داده است. بیان نظریات متکلمین، حکما و دیگر گروه‌های فکری در رابطه با وحدت واجب الوجود و نقد آن نظریات، پایان بخش نمط پنجم اشارات می‌باشد.

#### نمط ششم
نمط ششم، تحت دو عنوان غایات و مبادی آن‌ها و ترتیب می‌باشد. ابن سینا، در آغاز این نمط غنی را تعریف کرده و در تنبیهی که ذیل آن آمده، غنای ملک را مطلق دانسته و بر این گفته خود دلیل اقامه نموده است. دومین مفهومی که مؤلف، بدان پرداخته، عبارت است از جود و جواد، بعد عالی را توضیح داده، می‌گوید: جواد و ملک غرض ندارند و عالی غرضی در سافل ندارد، بعد می‌گوید: فعل واجب آجل از حرکت و اراده می‌باشد. در ضمن تنبیهی که در ادامه آورده، تعلق حرکات سماوی را به اراده کلی و جزئی بیان نموده و می‌گوید: تحرک آسمان‌ها به داعی شهوانی و غضبی نمی‌باشد. وی تمثیلی نیز برای حرکت آسمان‌ها ارائه کرده و با چند اشاره دیگر مطلب را تکمیل می‌کند. در ادامه برای اثبات عدم‌تحرک بی‌نهایت اجسام با قوای طبیعیه، سه مقدمه را ذکر کرده، بعد استدلال این نظریه را بیان می‌کند تا این جمله که قوه محرکه آسمان، غیرمتناهی و غیرجسمانی و در نتیجه مفارقه عقلیه می‌باشد، ثابت گردد. کثرت افلاک و کواکب، موضوعی است که در اشاره بعدی بدان پرداخته شده و توضیحاتی در حول اجرام سماوی بیان گریده است که همین موضوع در تذنیب و اشارات دیگری نیز ادامه یافته و غیر واجب بودن آن اجرام و علت بودن بعضی برای بعض دیگر در آن‌ها مطرح شده است.

#### نمط هفتم
نمط هفتم، در تجرید می‌باشد. در قضیهٔ نخستین این نمط، اشاره‌ای به حصول هیولی در قوس نزول وجود و حصول عقل مستفاد از قوس صعود دارد که در تبصره ذیلش، نفس ناطقه را تبیین می‌نماید و زیاده تبصره را اختصاص به انطباع قوه عقلیه از قلب و دماغ در جسم داده است. تکمله این اشارات، به تعلق ذاتی جوهر عاقل تعلق دارد. زمان نداشتن افعال واجب‌الوجود و مفهوم عنایت واجب و محفوف بودن ممکنات به شرور و خلل و فساد از دیگر اشارات این نمط است.

#### نمط هشتم
عنوان نمط هشتم اشارات، فی البهجة و السعادة است. در این نمط، برای اثبات اهمیت لذایذ معنوی و برتری آن‌ها نسبت به لذایذ مادی توضیحاتی ارائه شده است. شیخ الرئیس، لذت را به ادراک و نیل به وصول آنچه نزد مدرک از کمال و خیر وجود دارد و الم را به ادراک و نیل به آنچه در نزد مدرک از آفات و شرور وجود دارد، معنا می‌کند. امکان ادراک لذایذ و ذوق لذت، همین‌طور قیاس لذایذ مادی با لذایذ معنوی، عنوان دیگر اشارات این نمط است. بوعلی، تنبیهی دارد مبنی بر اینکه رذائل نفسانی باعث نقصان استعداد کمال می‌شود که بعد از مردن آثارش هویدا می‌گردد، کما اینکه لذت معنوی واقعی برای عارفان واصل که خود را منزه و پاک نموده‌اند، حاصل می‌گردد. بطلان و استحاله تناسخ و حصول بالاترین ابتهاج برای آن که از طبیعت امکان و عدم بری است، آخرین اشارهٔ نمط هشتم را تشکیل می‌دهد.

#### نمط نهم
نمط نهم اشارات، در مقامات‌العارفین است. این بخش از اشارات، جایگاه ویژه‌ای در آثار ابن سینا دارد. بسیاری از بزرگان و اندیشمندان اسلامی، مطالب عرضه شده در این نمط را دال بر تسلط ابن سینا بر عرفان نظری دانسته‌اند. تنبیهی که در سرآغاز این نمط قرار دارد، حاوی تذکری راجع به مقامات و درجات ویژه عرفاً در زندگی دنیویشان می‌باشد. در تنبیه دوم، به مفهوم زاهد، عابد و عارف پرداخته تا جایگاه عارف در میان آنان مشخص گردد. در تنبیه سوم، زاهد و عابد را از دیدگاه عارف بررسی کرده و نگاه یک معامله‌گر را به آن دو از سوی عارف بازگو می‌کند. در تنبیه بعدی، می‌گوید: عارف به دنبال حق اول می‌باشد و هیچ چیز دیگری در عرفان او تأثیرگذار نمی‌باشد. شیخ‌الرئیس، اراده را اولین درجه حرکت عارف می‌داند که در ادامه نیازمند ریاضت می‌باشد که به سه منظور لازم می‌باشد، بعد مقاماتی که عارف یکی پس ازدیگری می‌پیماید و آثاری که مشاهده می‌کند، در ادامه توضیحات و اشارات بو علی آمده است. اما اینکه عارف، چرا دنبال عرفان است؟ آیا برای خود عرفان است یا برای وصول به مقصودی بالاتر؟ این، در تنبیه دیگری یادآوری گردیده است. در آخرین اشاره‌ای که ابن سینا در نمط هشتم آورده است، می‌گوید: جناب حق، آجل از آن است که شریعه هر واردی باشد یا هر کس بر او اطلاع یابد، فلذا این فن برای غافلین خنده‌آور و برای محصلین مایه عبرت است و هر کس که با شنیدن آن مشمئز گردد، نفس خویش را متهم سازد، زیرا او با این حرف‌ها تناسبی ندارد.

#### نمط دهم
دهمین نمط اشارات در اسرار الآیات است. ابتدا به آثار امساک از غذای طبیعی پرداخته تا آثار ریاضت نفس مطمئنه، مشخص‌تر گردد. چیزهایی که انسان در حال خواب می‌بیند، به عقیده بو علی، دیدنش برای عارف آسان می‌گردد. موقعیت قوه متخیله و تحرکاتش، در حالت خواب و بیداری و پیش روی نفس در حال ذکر و یقظه که اشاراتی است برای تبیین موقعیت عارف و همین‌طور تکذیب اخباری که از عرفاً به گوش می‌رسد و نیز طریق وصول به معجزه و کرامت، در اشارات بعدی در همین راستا می‌باشد. بو علی، به مناسبت مطالبی که در قوای نفس عارف و توانایی‌های آن بیان کرد، اشاره‌ای نیز به چشم زخم دارد و نهایتاً امور غریبه را منبعث از سه مبدأ می‌داند که عبارتند از:
1. هیئت نفسانیه‌ای که توضیحش گذشت.
2. خواص اجسام عنصریه، مثل جذب آهن توسط آهن‌ربا.

۳. قوای آسمانی بین نفس و مزاج‌های اجسام زمینی. شیخ‌الرئیس، سحر را از قبیل قسم اول می‌داند و معجزات و کرامات و… را از قبیل قسم دوم و طلسمات را از قبیل قسم سوم. بو علی، در انتهای این نمط نصیحتی دارد که در آن به عدم انکار مطالب ماورای طبیعی تأکید کرده، می‌گوید: اگر با عقلت سازگار نبود، آن را در مکانی از امکان قرار بده.

### خاتمه
بوعلی، یک خاتمه و وصیتی نیز دارد که در آن، به اهمیت جایگاه مطالب این کتاب، اشاره کرده و توصیه می‌کند که این مطالب، از دسترس افراد جاهل، مبتذل و… دور نگه داشته شود.

## وضعیت کتاب
کتاب، در انتها، دارای هفت فهرست است که عبارتند از: فهرست آیات و احادیث نبویه، فهرست اعلام، فهرست اصطلاحات منطقی، فهرست اصطلاحات فلسفی، فهرست اصطلاحات عرفانی، فهرست مصادر تحقیق و فهرست مواضع تفصیلی.

## ترجمهٔ فارسی
این کتاب با ترجمه و شرح حسن ملک‌شاهی در سال ۱۳۶۷ منتشر و در مراسم کتاب سال جمهوری اسلامی ایران به‌عنوان کتاب شایسته تقدیر معرفی شد.